# 亞洲能源物流
亞洲能源物流集團有限公司，簡稱亞洲能源物流集團，以及亞洲能源物流（英語：Asia Energy Logistics Group Limited，港交所：0351），在2009年10月6日，從中科環保電力有限公司更名而來。
業務主要是船運及於中國經營電訊相關業務。總部位於香港灣仔港灣道26號華潤大廈2906室。

## 連結
- AELG.com.hk（页面存档备份，存于）